# Tomáš Mígl
Tomáš Mígl (* 30. května 2000) je český politik, od března do listopadu 2024 první místopředseda a od listopadu 2024 místopředseda Strany zelených.

## Život
V prosinci 2021 se stal členem Zelených. V minulosti působil jako hlavní koordinátor Pražského studentského summitu. K roku 2023 studoval politologii, mezinárodní vztahy a právo na Univerzitě Karlově.  K roku 2024 byl předsedou Mladých zelených.
V březnu 2024 kandidoval na funkci předsedy Zelených, ve volbě jej ovšem porazil dosavadní předseda Michal Berg. Posléze byl zvolen prvním místopředsedou strany. Na sjezdu v listopadu 2024 byl zvolen místopředsedou strany.
V krajských volbách v roce 2024 kandidoval na kandidátní listině Zelených a SEN 21 do zastupitelstva Středočeského kraje, ale nebyl zvolen, neboť uskupení získalo pouhé 1 % hlasů.